# Canon EOS 77D
Canon EOS 77D  (название в Северной Америке — Canon EOS 77D, в Японии — Canon EOS 9000D) — цифровой зеркальный фотоаппарат семейства EOS компании Canon, продолжающий линейку любительских моделей EOS Digital. Представлен 14 февраля 2017 года.
Фотоаппарат имеет кроп-матрицу с кроп-фактором 1,6; крепление для объективов Canon EF и EF-S. 
Среди ключевых особенностей модели — 24-мегапиксельная матрица с чувствительностью до 25600 ISO, обеспечивающая автофокусировку методом разности фаз, 45 точек фокусировки перекрёстного типа, электронный стабилизатор изображения в режиме видеосъёмки, поддержка беспроводных сетей Wi-Fi, Bluetooth и технологии NFC, скорость серийной съёмки до 6 кадров в секунду, дополнительный экран контроля параметров съёмки и 2 диска управления.
Продажи Canon EOS 77D начались в апреле 2017 года. Камера поставляется отдельно по цене $899.99. Либо в комплекте с одним из двух объективов: 18-55 мм IS STM за $1049 или с новым 18-135 мм IS USM за $1499.

## Технические особенности
- Canon EOS 77D имеет матрицу 24,2 Мп
- Full HD (1920×1080) с частотой до 60 к/с; HD (1280×720) до 60 к/с
- Скоростная съёмка 6 к/с с поддержкой автофокуса; 4,5 к/с в режиме live view с поддержкой автофокуса Dual Pixel CMOS AF
- Автофокус по всем точкам для объективов с диафрагмой f/8; центральная точка с чувствительностью до EV −3 при диафрагме f2,8; 45 точек фокусировки, все из них перекрёстного типа, что значительно больше по сравнению с 19 точками в Canon EOS 750D
- Процессор DIGIC 7
- Чувствительность ISO 100-25600
- Поворотный сенсорный экран, позволяющий пальцем выбирать точку фокусировки во время фотосъёмки и записи видео, а также с удобством производить селфи-съёмку
- Wi-Fi, Bluetooth и NFC для беспроводной передачи файлов и дистанционного управления камерой

### Экран
Основной экран поворотный и сенсорный, при этом имеется возможность отключать восприимчивость к касаниям. Разрешение дисплея составляет 1,04 миллиона точек. Диагональ — 3 дюйма с соотношением сторон 3:2 и углом обзора в 170 градусов. Имеет антибликовое покрытие.

## Отличия
| Характеристика                      | EOS 800D                         | EOS 77D                          | EOS 80D                          |
| ----------------------------------- | -------------------------------- | -------------------------------- | -------------------------------- |
| Размер фотосенсора                  | 22 × 15 мм                       | 22 × 15 мм                       | 22 × 15 мм                       |
| Разрешение фотосенсора              | 24,2 Мп                          | 24,2 Мп                          | 24,0 Мп                          |
| Процессор                           | Digic 7                          | Digic 7                          | Digic 6                          |
| Диапазон чувствительности ISO       | 100-25600 (100-51200)            | 100-25600 (100-51200)            | 100—16000 (100-25600)            |
| Скорость съёмки, кадров в секунду   | 6                                | 6                                | 7                                |
| Режим автофокуса                    | покадровый и следящий AI Servo   | покадровый и следящий AI Servo   | покадровый и следящий AI Servo   |
| диагональ LCD-дисплея               | 76 мм                            | 76 мм                            | 81 мм                            |
| Площадь покрытия видоискателя       | 95 %                             | 95 %                             | 100 %                            |
| Батарея                             | LP-E17                           | LP-E17                           | LP-E6N                           |
| Съёмка видео                        | 1920x1080, 60p                   | 1920x1080, 60p                   | 1920x1080, 60p                   |
| Индивидуальная настройка объективов | до 40 (В 77D данной функции нет) | до 40 (В 77D данной функции нет) | до 40 (В 77D данной функции нет) |
| Карты памяти                        | SDXC UHS-I                       | SDXC UHS-I                       | SDXC UHS-I                       |

## Съёмка видео
Камера снимает видео с максимальным разрешением 1920×1080, 60 кадров в секунду. Возможность съёмки видео в 4К отсутствует.
- 1920×1080 с частотой 59,94; 50; 29,97; 25, или 23,976 к/с
- 1280×720 с частотой 59,94; 50; 29,97 или 25 к/с

## Критика

### Преимущества
- Быстрая и точная система автофокусировки по 45 точкам, а также система Dual Pixel AF.
- Электронный стабилизатор изображения в режиме видеосъёмки.
- Цифровое увеличение в режиме видеосъёмки.
- Серийная съёмка со скоростью до 6 кадров в секунду с бесконечной серией в JPG или 27 кадрами в RAW.
- Возможность наклона и поворота сенсорного экрана.
- Встроенные Bluetooth, Wi-Fi и NFC.
- Максимальная чувствительность матрицы ISO 25600.
- Съёмка таймлапс и HDR-фотографий и видео.
- Удобное меню настроек и управления.
- Возможность переключения на интерфейс с режимом обучения и подсказками, удобным для начинающих пользователей.
- Второй жидкокристаллический экран для контроля параметров съёмки
- Управление с помощью двух дисков настройки параметров съёмки

### Недостатки
- Отсутствие поддержки быстрых карт стандарта SD UHS-II. Один слот под карту памяти. Что приводит к меньшей надёжности, более низкой скорости записи файлов
- Отсутствие возможности съёмки видео в 4К
- Отсутствует выход для наушников
- Малый размер буфера, что приводит к ограничению продолжительности высокоскоростной съёмки в формате RAW
- КМОП-матрица с построчным переносом, из-за чего в видео с динамичными сценами проявляется эффект роллинг-шаттера
- Отсутствие технологии фокусировки, аналогичной Nikon 3D Focus Tracking
- Невозможность быстрого прямого выбора точек фокусировки при просмотре через ОВИ (при работе в Live View проблему решает сенсорный дисплей);
- Отсутствие промежуточных значений ISO, слабые возможности функции Авто-ISO.

## Конкуренты
- Nikon D5600 — $700
- Sony A68 — $600
- Pentax K-70 — $600
- Olympus OM-D E-M10 Mark II — $650

## Цена
Стоимость Canon EOS 77D в США составляет 899.99 долларов за камеру без объектива.

## Комплектация
- Камера EOS 77D
- Наглазник EF
- Крышка камеры R-F-3
- Широкий ремень EW-100DBV
- Зарядное устройство LC-E17E
- Аккумулятор LP-E17
- Кабель питания
- Комплект документов с руководством пользователя
- Объектив с блендой и чехлом, если поставляются в комплекте

### Magic Lantern
Прошивка Magic Lantern недоступна для Canon EOS 77D, как и для всех других моделей камер Canon с процессорами DIGIC поколений 6, 6+ и 7.